# Rinorea adnata
Rinorea adnata är en violväxtart som beskrevs av Thomas Ford Chipp. Rinorea adnata ingår i släktet Rinorea och familjen violväxter. Inga underarter finns listade i Catalogue of Life.